# José Antonio Redolat
José Antonio Redolat (Valencia, 17 de febrero de 1976) es un atleta español, especializado en el mediofondo, y concretamente en los 1500 m lisos donde ha obtenido los mayores logros. Mantuvo una gran rivalidad desde su época juvenil con Reyes Estévez, y en sénior además de con el mismo Estévez, con Juan Carlos Higuero y Andrés Díaz para ser el sucesor de Fermín Cacho.
Cónyuge : Eva Martínez 
Hijas : Carla Redolat , Elsa Redolat

## Trayectoria
Pronto destacó Redolat, en categorías inferiores, proclamándose campeón de España juvenil de 1500 m y campeón de España promesa tanto de 1500 m como de 800 m y consiguió una medalla de plata en un Europeo Júnior también en la distancia del kilómetro y medio. Sus primeros años como sénior suponen un frenazo a las expectativas que había creado en sus años como juvenil y promesa, mientras que Reyes Estévez se convierte en medallista mundialista. En el año 2000, sin embargo, será el año de su despegue. En Gante se proclama campeón de Europa en Pista cubierta. Este triunfo le abrirá las puertas de los Juegos Olímpicos que se celebraban aquel año, desplazando a Reyes Estévez, lo que creó una polémica en la federación española de atletismo. Sin embargo, Redolat no cumplió las expectativas y fue eliminado en semifinales de la olimpiada. En el 2001 también es seleccionado para el mundial de Edmonton, en esta ocasión si se clasifica para la final obteniendo un meritorio sexto puesto. Ese mismo año consigue uno de sus mayores éxitos al vencer en los 1500 m en el evento de la superliga disputado en Bremen. En el 2002 participaría en los campeonatos de Europa de Múnich clasificándose en el puesto undécimo en la final. En el 2004 se clasficó 6º en el mundial de pista cubierta de Budapest. 
En el año 2007 entrenado por Andrés Mayordomo, y a sus 31 años aún realiza marcas relevantes que le permiten estar entre los mejores de los rankings españoles tanto en 1.500 (3:39.53pc) como en 3.000 (7:48.71pc)
En el año 2012, la Generalidad Valenciana le entrega la medalla de oro al mérito deportivo, reconociéndolo como el mejor mediofondista valenciano de todos los tiempos
Actualmente, José Antonio Redolat es entrenador personal y fundador del Club de Atletismo REDOLAT TEAM, club que cuenta con más de 250 corredores en la Comunidad Valenciana.

## Palmarés
Nacional
- Campeón de España Júnior Aire Libre 1500 m: 1995.
- Campeón de España Promesa 800 m Aire Libre: 1996, 1998.
- Campeón de España Promesa 1500 m Pista Cubierta: 1996, 1997.
- Campeón de España de 1500 m Aire Libre: 2001 (3:39:05).
- Campeón de España de 1500 m Pista Cubierta: 1998 (3:44.85), 1999 (3:50.45), 2000(3:46.44).

Internacional
- Europeo Júnior de Nyregyhaza 1995 medalla de Plata en 1500 m con una marca de 3:46.70
- Europeo Pista Cubierta Gante 2000 medalla de oro en 1500 m con una marca de 3:41.53
- Copa de Europa	Primera División Oslo 2000 primer puesto en 1500 m con una marca de 3:47.81
- Copa de Europa	Superliga Bremen 2001 primer puesto en 1500 m con una marca de 3:45.81

## Mejores marcas
- 800 m lisos - 1:45.39 (2000).
- 1500 m lisos - 3:31.21 (2001).
- 3000 m lisos - 7:46.0 (2003).
- Milla: 3:49.60 (2001)
- 2.000m: 5:04.27 (2000)
- 5000 m: 13:23:14(2008)